# Peglio (Lombardia)
Peglio (lombardul: Pej) település Olaszországban, Lombardia régióban, Como megyében. Lakosainak száma 186 fő (2023. január 1.). Peglio Domaso, Dosso del Liro, Gravedona ed Uniti és Livo községekkel határos.

## Népesség
A település lakossága az elmúlt években az alábbi módon változott:

| 2018 | 186 |
| 2023 | 186 |